# Sergueï Nekrasov
Sergueï Vladimirovitch Nekrasov (en russe : Сергей Владимирович Некрасов) est un footballeur international russe né le 29 janvier 1973 à Moscou.

## Biographie
Sergueï Nekrasov reçoit une seule sélection en équipe de Russie. Il s'agit d'une rencontre amicale disputée contre le Brésil, le 18 novembre 1998 (défaite 5-1 à Fortaleza).
En club, il joue principalement en faveur du Dynamo Moscou. Il dispute avec cette équipe 150 matchs en première division russe, inscrivant 16 buts. Il réalise sa meilleure performance à ce niveau lors de la saison 1994, où il inscrit sept buts.
Il remporte avec le Dynamo une Coupe de Russie, et se classe à trois reprises sur le podium du championnat.
Au sein des compétitions continentales européennes, il dispute 14 matchs en Coupe de l'UEFA (deux buts), et cinq en Coupe des Coupes. Le 20 octobre 1998, il inscrit avec le Dynamo un doublé lors du deuxième tour de la Coupe de l'UEFA, face à la Real Sociedad. Il est par ailleurs quart de finaliste de la Coupe des Coupes en 1996 avec le Dynamo, en étant battu par le Rapid Vienne.

## Statistiques
| Saison                | Club                  | Championnat           | Championnat | Championnat | Coupe(s) nationale(s) | Coupe(s) nationale(s) | Compétition(s) continentale(s) | Compétition(s) continentale(s) | Compétition(s) continentale(s) | Total | Total |
| Saison                | Club                  | Division              | M.          | B.          | M.                    | B.                    | Comp.                          | M.                             | B.                             | M.    | B.    |
| 1993                  | Dynamo Moscou         | D1                    | 11          | 0           | 2                     | 0                     | C3                             | 2                              | 0                              | 15    | 0     |
| 1994                  | Dynamo Moscou         | D1                    | 29          | 5           | 4                     | 2                     | C3                             | 3                              | 0                              | 36    | 7     |
| 1995                  | Dynamo Moscou         | D1                    | 25          | 3           | 5                     | 0                     | C2                             | 3                              | 0                              | 33    | 3     |
| 1996                  | Dynamo Moscou         | D1                    | 29          | 1           | 3                     | 0                     | C2+C3                          | 2+3                            | 0                              | 37    | 1     |
| 1997                  | Dynamo Moscou         | D1                    | 32          | 1           | 6                     | 0                     | CI                             | 5                              | 0                              | 43    | 1     |
| 1998                  | Dynamo Moscou         | D1                    | 24          | 2           | 2                     | 0                     | C3                             | 6                              | 2                              | 32    | 4     |
| 1999                  | Dynamo Moscou         | D1                    | -           | -           | 1                     | 0                     | -                              | -                              | -                              | 1     | 0     |
| Sous-total            | Sous-total            | Sous-total            | 150         | 12          | 23                    | 2                     | -                              | 24                             | 2                              | 197   | 16    |
| 2000                  | Anji Makhatchkala     | D1                    | -           | -           | -                     | -                     | -                              | -                              | -                              | 0     | 0     |
| 2001                  | FK Khimki             | D2                    | 19          | 3           | -                     | -                     | -                              | -                              | -                              | 19    | 3     |
| 2002                  | Zvezda Irkoutsk       | D3                    | 13          | 2           | -                     | -                     | -                              | -                              | -                              | 13    | 2     |
| 2003                  | Titan Moscou          | D3                    | 16          | 2           | -                     | -                     | -                              | -                              | -                              | 16    | 2     |
| 2004                  | FK Vidnoïe            | D3                    | 15          | 1           | 2                     | 0                     | -                              | -                              | -                              | 17    | 1     |
| Sous-total            | Sous-total            | Sous-total            | 63          | 8           | 2                     | 0                     | -                              | -                              | -                              | 65    | 8     |
| Total sur la carrière | Total sur la carrière | Total sur la carrière | 213         | 20          | 25                    | 2                     | -                              | 24                             | 2                              | 262   | 24    |

## Palmarès
Dynamo Moscou
- Vice-champion de Russie en 1994.
- Vainqueur de la Coupe de Russie en 1995.
- Finaliste de la Coupe de Russie en 1997.